# 圣艾蒂安德绍梅伊
圣艾蒂安德绍梅伊（法語：Saint-Étienne-de-Chomeil，法語發音：[sɛ̃.t‿etjɛn də ʃɔmɛj]）是法国康塔尔省的一个市镇，属于莫里亚克区。

## 地理
圣艾蒂安德绍梅伊（45°20'34"N, 2°36'9"E）面积27.57 平方千米，位于法国奥弗涅-罗讷-阿尔卑斯大区康塔爾省，该省份为法国中南部省份，位于法國中央高原中心，北起科雷兹省、上盧瓦爾省和多姆山省，西接洛特省和科雷兹省，南至阿韦龙省和洛特省，东临上盧瓦爾省和洛泽尔省。
与圣艾蒂安德绍梅伊接壤的市镇（或旧市镇、城区）包括：昂蒂尼亚克、塔朗泰讷河畔尚-马尔沙勒、默内、拉蒙斯利、里永埃斯蒙塔涅、圣阿芒丹、特雷穆耶。

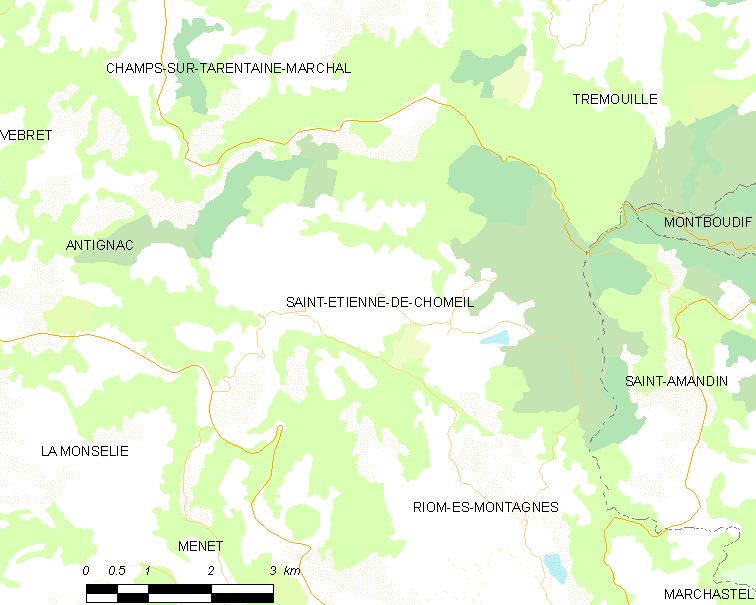
圣艾蒂安德绍梅伊的OSM定位图

圣艾蒂安德绍梅伊的时区为UTC+01:00、UTC+02:00（夏令时）。

## 行政
圣艾蒂安德绍梅伊的邮政编码为15400，INSEE市镇编码为15185。

## 政治
圣艾蒂安德绍梅伊所属的省级选区为里永埃斯蒙塔涅县。

## 人口

1962-2008年间圣艾蒂安德绍梅伊人口变化图示

圣艾蒂安德绍梅伊于2022年1月1日时的人口数量为252人。